# Rousínov (Svor)

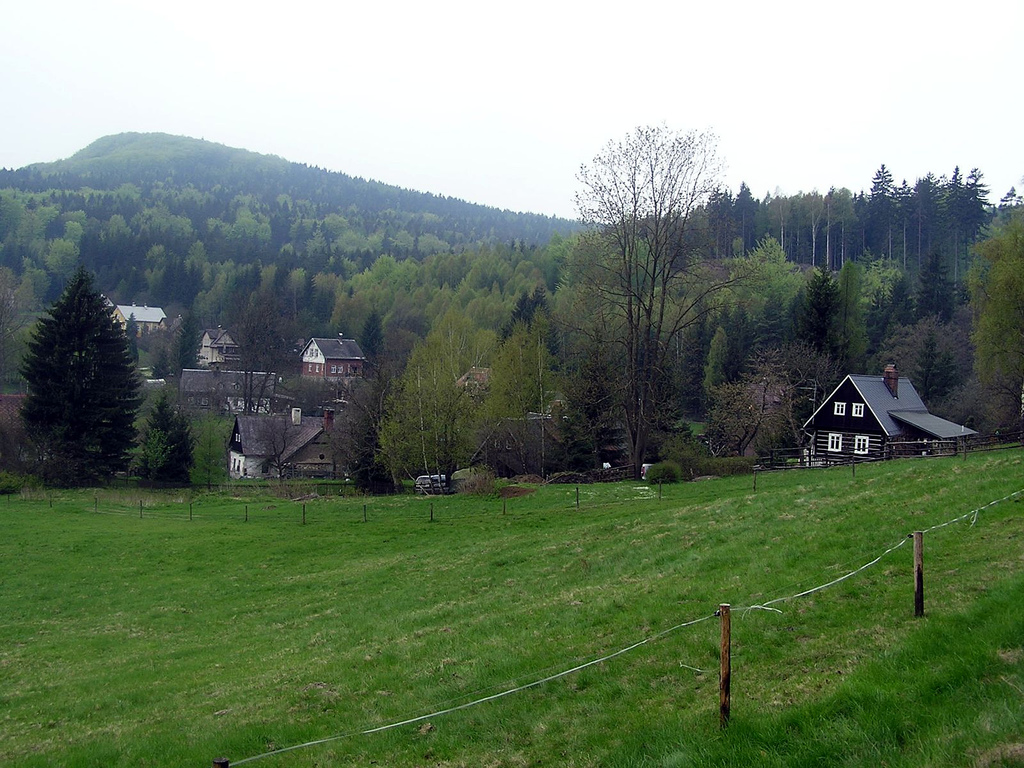
Ortsansicht

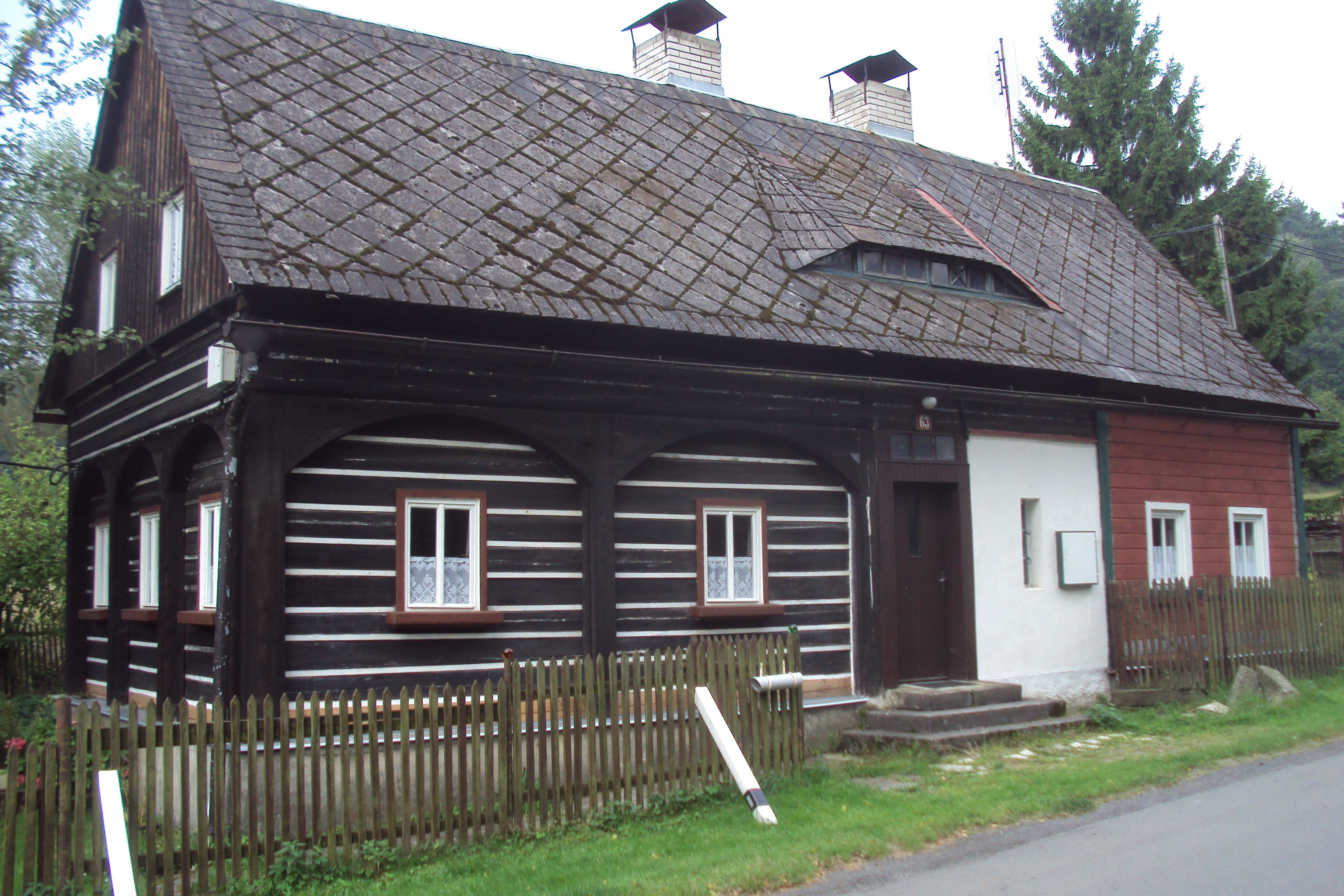
Umgebindechaluppe Nr. 63

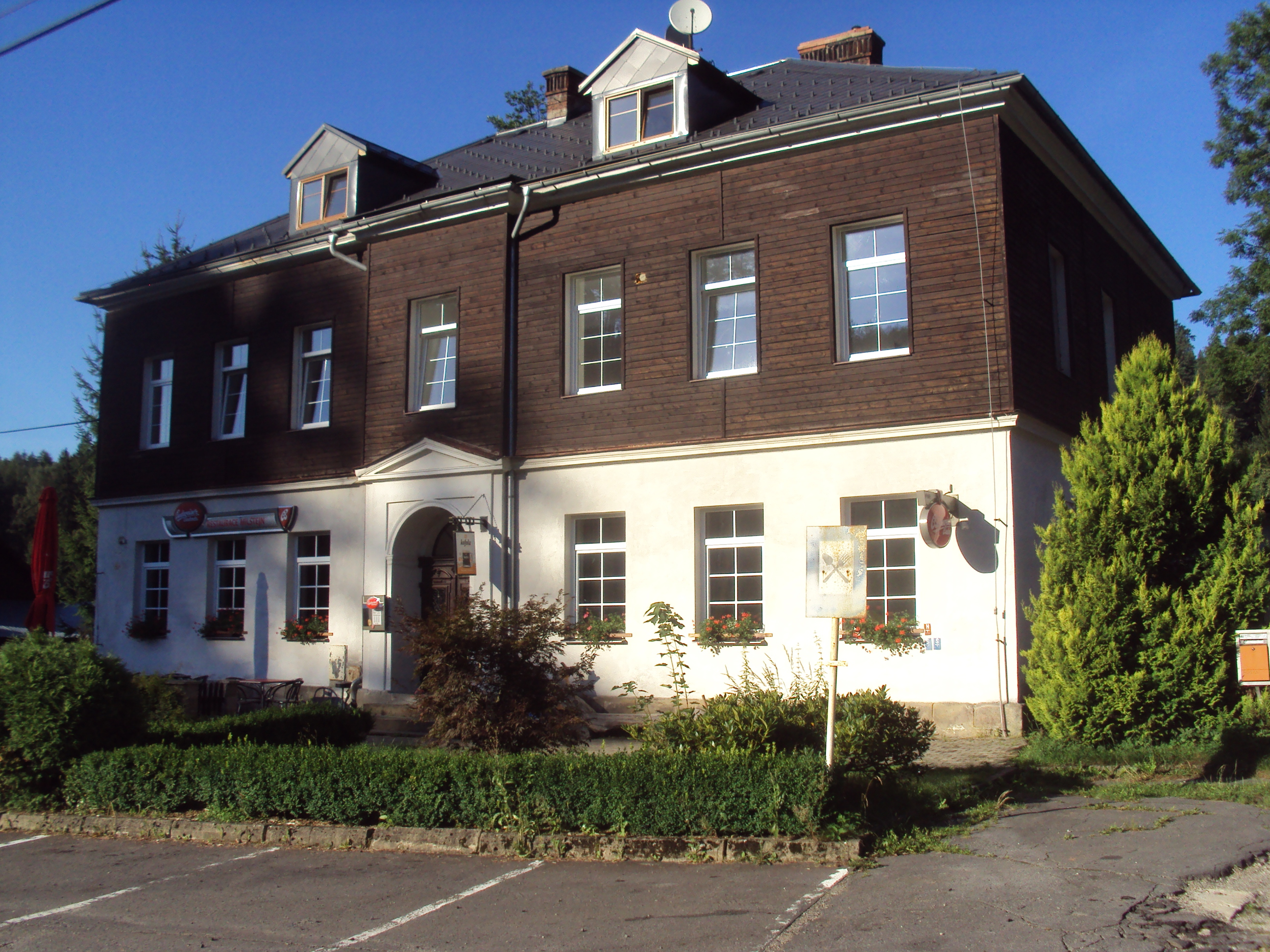
Gasthaus "Milštejn"

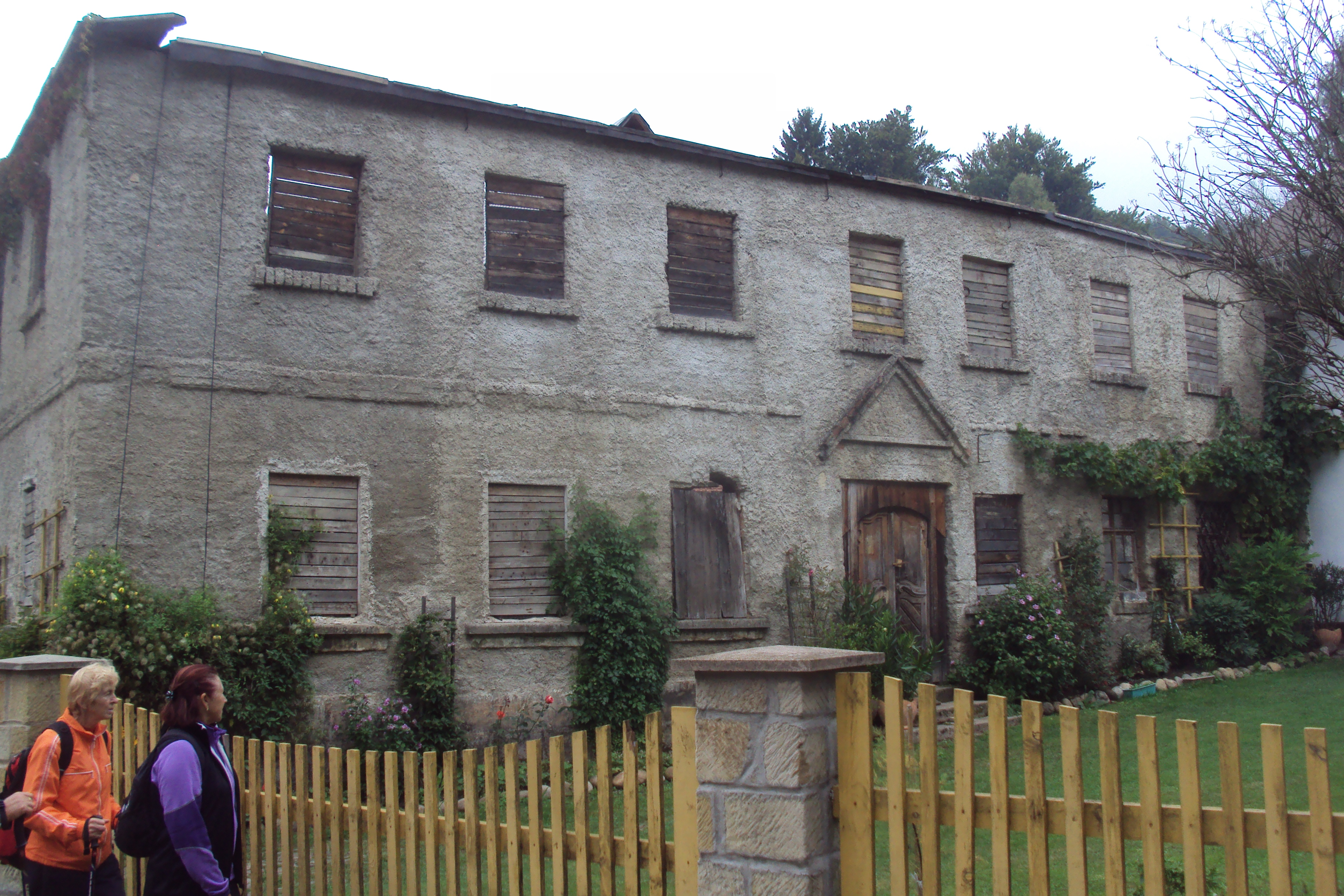
Ruine der Mühle

Rousínov (deutsch Morgenthau) ist ein Ortsteil der Gemeinde Svor in Tschechien. Er liegt dreieinhalb Kilometer nordwestlich von Cvikov und gehört zum Okres Česká Lípa.

## Geographie
Rousínov erstreckt sich im Lausitzer Gebirge im Tal des Rousínovský potok (Friedrichsbach), der heute als der Oberlauf des Boberský potok (Boberbach) angesehen wird. Am unteren Ortsausgang mündet der Kohoutí potok (Hahnenbach) in den Rousínovský potok. Nördlich erheben sich der Pařez (Klötzerberg, 536 m), der Bouřný (Friedrichsberg, 703 m) und die Kobyla (Hengstberg, 627 m), im Nordosten der Suchý vrch (Dürrberg, 638 m), östlich der Trávnický vrch (Glasertberg, 571 m), im Südosten der Kamenitý (442 m), südlich die Hrouda (Balleberg, 452 m), im Südwesten der Klíč (Kleis, 760 m), westlich der Rousínovský vrch (Hamrich, 660 m) sowie im Nordwesten der Velký Buk (Großer Buchberg, 736 m). Westlich und nördlich führen die E 10 / Staatsstraße I/9 zwischen Rumburk und Prag sowie die Bahnstrecke Bakov nad Jizerou–Ebersbach an Rousínov vorbei. Die nördlich gelegene Wüstung Staré Mlýny ist einer der ältesten Glashüttenstandorte in Böhmen.
Nachbarorte sind Nová Huť im Norden, Horní Světlá, Dolní Světlá und Hamr im Nordosten, Naděje und Trávník im Osten, Cvikov und Martinovo Údolí im Südosten, Svor im Süden und Südwesten, Jedličná, Falknov und Řachvaj im Westen sowie Kytlice und Dolní Falknov im Nordwesten.

## Geschichte
Das Tal des Friedrichsbaches zählt zu den ältesten bekannten Waldglashüttestandorten in Böhmen. Bei Ausgrabungen in der Wüstung Staré Mlýny wurden in den 1990er Jahren Reste einer Glashütte aus dem 13. Jahrhundert sowie einer Mühle gefunden. Alten Überlieferungen nach soll sich am südlichen Fuße des Friedrichsberges das erloschene Dorf Friedrichsdorf befunden haben, dessen Existenz jedoch nicht belegbar ist. Vermutlich befand sich an dem Platz aber lediglich eine Waldglashütte. Durch das Tal des Friedrichsbaches führte die von Görlitz über Rumburg, Jiřetín pod Jedlovou und Neuhütte kommende Alte Prager Straße, deren Verlauf dann nach Zwickau und Böhmisch Leipa führte.
Eine dauerhafte Besiedlung des unteren Friedrichsbachtales setzte wahrscheinlich erst zum Ende des 14. Jahrhunderts ein. Auf einer Kuppe über dem Grund des Hahnenbaches (Kohoutí potok) befand sich eine Burganlage, deren Reste heute als Rousínovský hrádek bezeichnet werden. Die Funktion und der ursprüngliche Name dieser einfachen Befestigungsanlage sind unbekannt. Sie entstand mit Sicherheit in Verbindung mit der der Burg Mühlstein; möglicherweise handelte es sich um eine Warte zum Schutz der Alten Prager Straße oder eine Zuflucht für den Fall einer Belagerung. Seit dem Ende des 15. Jahrhunderts war sie verlassen. Im Jahre 1532 vereinigten die Herren Berka von Dubá die Herrschaft Mühlstein mit der Herrschaft Reichstadt.
Im Jahre 1612 erwarb Johann von Kolowrat-Nowohradsky die Herrschaft Reichstadt; dabei erfolgte auch die erste schriftliche Erwähnung der Siedlung Morgenthau. Dessen Witwe Anna Magdalena heiratete 1632 Julius Heinrich von Sachsen-Lauenburg. Mit dem Tode des Herzogs Julius Franz von Sachsen-Lauenburg erlosch das Geschlecht der Herzöge von Sachsen-Lauenburg 1689 im Mannesstamme. Durch Heirat und Erbschaft gelangte die Herrschaft Reichstadt an verschiedene Eigentümer; unter diesen an die Grafen von Pfalz-Neuburg aus dem Hause Wittelsbach, Ferdinand Maria von Bayern, an die Familie des Erzherzogs Ferdinand von Toskana aus dem Hause Habsburg-Lothringen und schließlich an Napoleon Franz Bonaparte.
Im Jahre 1754 bestand der Ort aus 31 Häusern. Zwischen 1794 und 1797 wurde die Alte Prager Straße zur Kaiserstraße ausgebaut und dabei östlich des Schöber über den Schöbersattel und Neuhütte sowie westlich des Bouřný bis Röhrsdorf neu trassiert.
Im Jahre 1832 bestand Morgenthau, das auch als Morgenthal bezeichnet wurde, aus 43 Häusern mit 319 deutschsprachigen Einwohnern. In dem von Wäldern umschlossenen Ort gab es eine Mahlmühle sowie sechs Glasschleifereien, in denen zumeist Glasperlen produziert wurden. Pfarrort war Zwickau. Bis zur Mitte des 19. Jahrhunderts blieb Morgenthau der Allodialherrschaft Reichstadt untertänig.
Nach der Aufhebung der Patrimonialherrschaften bildete Morgenthau ab 1850 einen Ortsteil der Gemeinde Röhrsdorf im Bunzlauer Kreis und Gerichtsbezirk Zwickau. Ab 1868 gehörte Morgenthau zum Bezirk Gabel. Der 1867 von der k.k. priv. Böhmischen Nordbahn-Gesellschaft begonnene Bau einer Bahnverbindung zwischen Rumburg und Böhmisch Leipa wurde nach anderthalb Jahren vollendet. Ihr Verlauf südlich des Schöberkamms folgte der Rumburger Kaiserstraße. Im Jahre 1869 hatte das Dorf 520 Einwohner. 1876 eröffnete in Morgenthau eine Schule. Im Zuge der zum Ausgang des 19. Jahrhunderts einsetzenden touristischen Erschließung des Lausitzer Gebirges entwickelte sich der abgelegene Ort zu einer Sommerfrische, die von Ausflüglern aus Böhmen und Sachsen aufgesucht wurde. 1899 lebten in Morgenthau 399 Personen. Im Jahre 1910 war das Dorf auf 69 Häuser mit 445 Einwohnern angewachsen. Der tschechische Name Rousínov wurde 1924 eingeführt. 1930 lebten in den 77 Häusern des Dorfes 448 Personen.
Nach dem Münchner Abkommen erfolgte 1938 die Angliederung an das Deutsche Reich und Morgenthau gehörte zum Landkreis Deutsch Gabel. Im Jahre 1939 hatte Morgenthau 375 Einwohner. Nach dem Ende des Zweiten Weltkrieges kam Morgenthau zur Tschechoslowakei zurück. Seit 1946 trägt der Ort den amtlichen Namen Rousínov. In den Jahren 1946 und 1947 wurden die meisten deutschböhmischen Bewohner vertrieben. Die Wiederbesiedlung erfolgte nur schwach. 1948 wurde Rousínov zusammen mit Svor im Zuge der Aufhebung des Okres Německé Jablonné dem Okres Nový Bor zugeordnet. Seit dem Beginn der 1950er Jahre wurden zahlreiche der unbewohnten Häuser von Erholungssuchenden, die vornehmlich aus Prag kamen aufgekauft und als Wochenendhäuser wieder instand gesetzt. 1960 kamen Svor und Rousínov zum Okres Česká Lípa.
1991 hatte Rousínov 38 Einwohner. Im Jahre 2001 bestand das Dorf aus 38 Wohnhäusern, in denen 39 Menschen lebten. Insgesamt besteht der Ort aus 75 Häusern, von denen die meisten nicht ständig bewohnt sind.

## Ortsgliederung
Der Ortsteil Rousínov ist Teil des Katastralbezirkes Svor.

## Sehenswürdigkeiten
- Umgebindehäuser
- Kapelle des St. Laurentius
- Ruine der Mühle, Baudenkmal
- wüste Burgen Rousínovský hrádek und Milštejn
- Felshöhle Vinný sklep an der Kobyla
- Mühlgraben der ehemaligen Glasschleiferei Rotmühle am Pařez